# The LEGO Batman Movie
The LEGO Batman Movie ist ein 2017 erschienener Computeranimationsfilm über die Figur Batman. Der Film ist ein Spin-off des 2014 erschienenen Films The LEGO Movie, in dem Will Arnett im Original bereits die Stimme Batmans synchronisierte.

## Handlung
Der Joker versucht ganz Gotham City mit einer Bombe zu zerstören, was zur Folge hätte, dass alle Bewohner der Stadt in eine tiefe, nicht endende Schlucht stürzen würden. Als Batman auftaucht, diskutiert der Joker mit ihm über ihre Beziehung, wobei Batman meint, dass der Joker ihm nichts bedeute und er nicht sein größter Feind sei. Dieser kann anschließend fliehen, da sich Batman zwischen der Inhaftierung des Jokers und der Entschärfung der Bombe entscheiden muss und sich für Letzteres entscheidet. Während Batman für seine Taten gefeiert wird, führt er privat als Bruce Wayne ein einsames Leben. Bei einer Veranstaltung adoptiert er jedoch, weil er abgelenkt ist, den Waisen Dick Grayson. Die Veranstaltung wird auch vorzeitig beendet, als der Joker mit zahlreichen Schurken auftaucht. Statt jedoch zu kämpfen, ergibt sich der Joker und liefert zahlreiche weitere Schurken mit aus, darunter Bane, Two-Face, Scarecrow und Catwoman. Sie werden in die Anstalt Arkham Asylum eingeliefert. Harley Quinn, die Geliebte des Jokers, wird jedoch nicht ausgeliefert.
Batman, der dem Joker nicht traut, will diesen in die Phantomzone verbannen. Allerdings besitzt lediglich Superman das dafür benötigte Gerät. Zugleich versucht Bruce Waynes Butler Alfred Pennyworth ihn davon zu überzeugen, sich um seinen Adoptivsohn zu kümmern und lässt diesen in Batmans Hauptquartier, die Batcave, die sich unmittelbar unter seinem Anwesen Wayne Manor befindet. Batman, der ihn eigentlich zurück ins Waisenhaus schicken will, erkennt, dass der von Batman begeisterte Dick ihm helfen kann, an Supermans Gerät zu gelangen. Dieser dringt in einer Verkleidung mit Anweisungen von Batman in die Festung der Einsamkeit, Supermans Hauptquartier, ein und stiehlt das benötigte Gerät.
Daraufhin bricht Batman mit Dick ins Arkham Asylum ein und verbannt den Joker in die Phantomzone. Zuvor hatten beide ein Wortgefecht, in dem der Joker Batman zu erkennen gibt, dass er offensichtlich doch sein größter Feind ist, da er von ihm ja in die Phantomzone verbannt werde. Barbara Gordon, die Nachfolgerin des Commissioners von Gotham, wird Zeugin des Geschehens und lässt Batman daraufhin in Jokers Zelle einsperren. Währenddessen erbeutet Harley Quinn das Gerät, das das Portal zur Phantomzone verschafft, und befreit den Joker. Dieser hat sich inzwischen mit verschiedenen Schurken zusammengetan, darunter Lord Voldemort, Sauron und King Kong. Gemeinsam übernehmen sie die Kontrolle über die Stadt.
Um die Stadt zu schützen, lässt Barbara Gordon Batman unter der Bedingung, dass sie gemeinsam arbeiten, wieder frei. Zusammen mit Dick und seinem Butler Alfred gehen sie zu viert gegen die Invasion vor. Zwischenzeitlich hat der Joker, der durch Sauron erfahren hat, wo Batman beheimatet ist, Wayne Manor besetzt. Von dort aus hängt Batman jedoch seine Mitstreiter ab, um gegen den Joker alleine vorzugehen. Dabei kann der Joker Batman in die Phantomzone verbannen. Dort angekommen werden Batmans Schandtaten gemessen und er wegen der Taten gegenüber seinen Mitstreitern durch einen Stein für schuldig erklärt. Zwischenzeitlich zeigt der Stein Batman, dass seine Mitstreiter inzwischen den Kampf mit den Schurken aufgenommen haben. Batman kann den Stein davon überzeugen, ihn wieder zurück nach Gotham zu lassen, wenn er gemeinsam mit den aus der Phantomzone Geflohenen zurückkehrt.
Gemeinsam mit Barbara, die das Kostüm von Batgirl erhält, Dick, dem Batman seinen Wunschnamen Robin gibt, seinem Butler Alfred sowie mit den Schurken, die der Joker verraten hat, kann Batman die Schurken aus der Phantomzone zurückteleportieren. Letztendlich zündet der Joker eine Bombe, die Gotham spaltet. Dabei droht, dass alles zusammenstürzt und in das entstandene Loch fällt. Mittels einer Brücke aus Menschen kann die Stadt jedoch zusammengehalten werden. Um die Brücke zu vervollständigen, muss jedoch auch der Joker mitmachen. Batman kann ihn dazu überreden, indem er zugibt, dass dieser sein größter Feind ist. Gemeinsam werden die beiden Landmassen wieder zusammenzogen und Gotham stabilisiert. Batman, der versprochen hat, nach den Kämpfen in die Phantomzone zurückzukehren, wird jedoch nicht mehr hineingelassen, da er nun im Team gearbeitet hat und damit seine schlechten Seiten durch die Veränderung abgelegt hat.

## Produktion

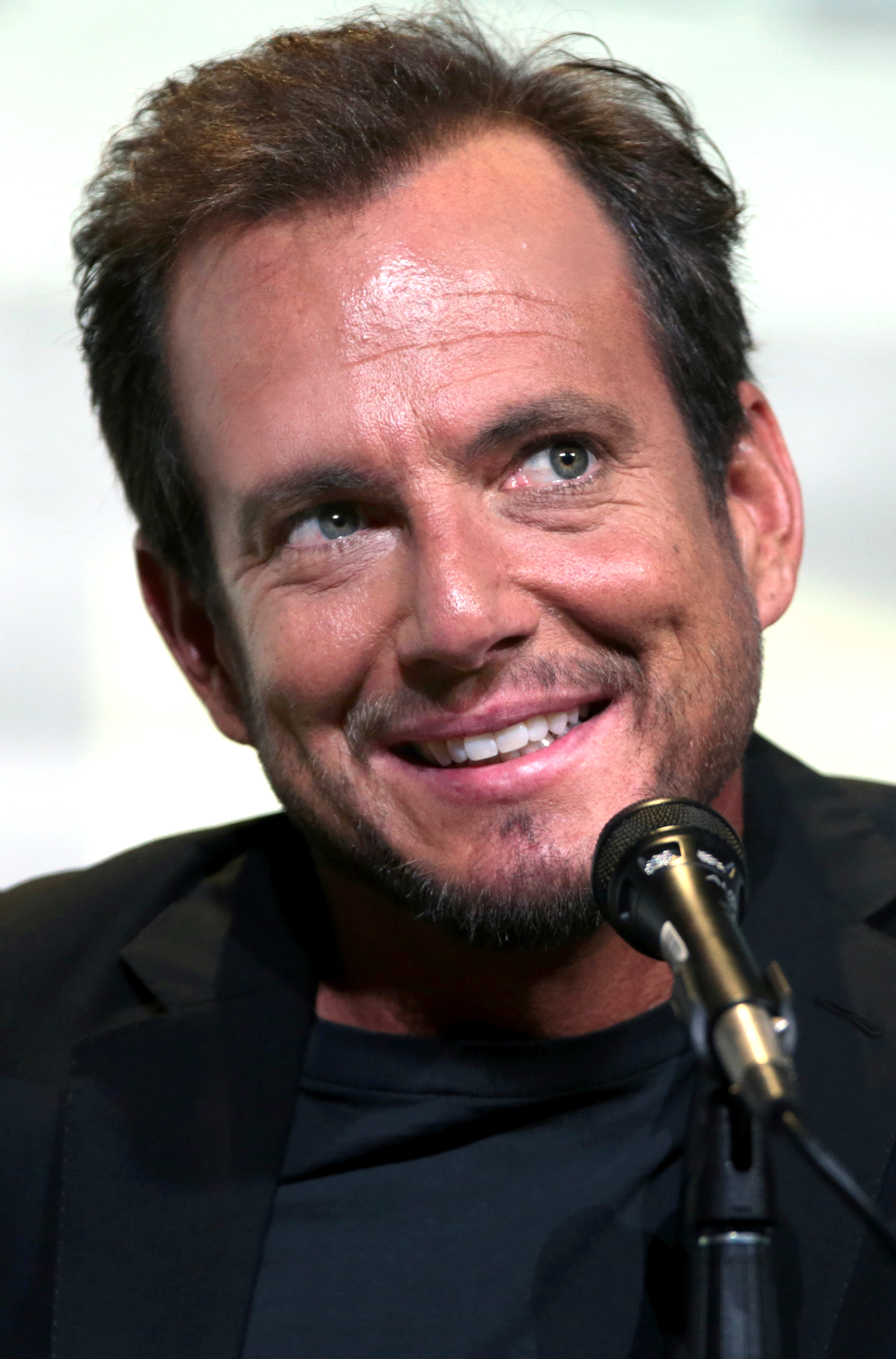
Will Arnett als Batman

Nach dem Erfolg von The LEGO Movie kündigte Warner Bros. im Oktober 2014 den Film The LEGO Batman Movie, nach der LEGO-Version von Ninjago aus dem Jahr 2016 bereits als zweites Spin-off zum Film The LEGO Movie, für 2017 an. Dabei wurde die Veröffentlichung der Fortsetzung von The LEGO Movie, die ursprünglich für den 26. Mai 2017 angedacht war, auf 2018 verschoben. Aus dem ersten Teil der Reihe kehrt Will Arnett als Originalsprecher von Batman aus The LEGO Movie zurück, während Chris McKay, der bereits Co-Regisseur in The LEGO Movie war, die Regie für The LEGO Batman Movie führt. Gemäß Arnett kam die Idee auf, zu erzählen, wieso Batman in The LEGO Movie ein launisches Gemüt hat. McKay sollte ursprünglich für die Fortsetzung von The LEGO Movie Regie führen, nachdem jedoch bekannt wurde, dass dieser für The LEGO Batman Movie diesen Posten übernimmt, wurde McKay als Regisseur für den zweiten LEGO Movie durch Rob Schrab ersetzt. Das Drehbuch wurde von Seth Grahame-Smith verfasst und als Produzenten fungierten Roy Lee, Dan Lin, Phil Lord und Chris Miller, die alle entweder als Regisseur oder als Produzenten bereits in The LEGO Movie mitwirkten.
Am 20. April 2015 gab Warner Bros. den 10. Februar 2017 als offiziellen Veröffentlichungstermin bekannt. Im Juli desselben Jahres wurde Michael Cera als Synchronsprecher von Batmans Partner Dick Grayson alias Robin bekannt gegeben und im Folgemonat wurde bekannt, dass Zach Galifianakis ihren Antagonisten Joker sprechen wird. Anfang November wurden Ralph Fiennes als Sprecher von Batmans Butler Alfred Pennyworth und Mariah Carey als Bürgermeisterin Marion Grange bestätigt.
Chris Miller meinte im Juni 2016, dass der Film ein 90-minütiges Easter Egg für Batman-Fans ist. Phil Lord ergänzte, dass die Verfilmung eine Ehrung an die Comics darstellt.
Am 1. Dezember 2016 wurde bekannt gegeben, dass Billy Dee Williams Harvey Dent spricht.
Im Vorfeld wurde bekannt, dass der Webvideoproduzent Erik Range alias Gronkh und Luke Mockridge in der deutschen Version den Joker und Robin sprechen werden.

## Vermarktung
Wenige Tage bevor der erste Trailer zu The LEGO Batman Movie veröffentlicht wurde, wurden Bilder zum Trailer aus der Bathöhle veröffentlicht. Am 22. März 2016 veröffentlichte Will Arnett auf Twitter das Filmlogo. Der erste Trailer erschien schließlich am 23. März 2016, zwei Tage bevor der Film Batman v Superman: Dawn of Justice in den Vereinigten Staaten in den Kinos anlief. Am 28. März 2016, lediglich fünf Tage nach der Veröffentlichung des ersten Trailers, veröffentlichte Warner Bros. den zweiten Filmtrailer. Am Rande der San Diego Comic-Con International 2016 äußerte sich Arnett zur Zusammenarbeit mit Michael Cera, mit dem er bereits für die Fernsehserie Arrested Development zusammengearbeitet hatte und dort ebenfalls sein Sidekick war. In zahlreichen Fotos und Postern zeigte Warner Bros. darüber hinaus verschiedene Figuren, sowohl Schurken als auch Helden sowie Batman mit seinen Fahrzeugen. Im November veröffentlichte LEGO eine LEGO-Minifigur-Collection, die aus Figuren aus dem Film besteht.
In Großbritannien wurde auf dem dortigen Fernsehsender Channel 4 der Lego-Batman als Programmansager vor Serien und Filmen und in diversen Werbepausen eingesetzt.

## Synchronisation
Viele der Synchronsprecher haben denselben Rollen auch schon in früheren Filmen ihre Stimmen verliehen. So sind die Stimmen von Batman, Alfred, Commissioner Gordon, Scarecrow, Bane, Catwoman und Two-Face dieselben wie die aus The Dark Knight und The Dark Knight Rises. Die Stimmen von Green Lantern, Harley Quinn, Superman und Agent Smith sind ebenfalls dieselben wie aus den Filmen Green Lantern, Suicide Squad, Man of Steel und Matrix. Billy Dee Williams kehrte als Harvey Dent in die Rolle zurück, welche er bereits in der Verfilmung von 1989 spielte.
David Nathan verleiht zum wiederholten Mal Batman seine Stimme. Zuvor hat er auch in The LEGO Movie, in der Dark-Knight-Trilogie, in mehreren Animationsfilmen und den vier Arkham Videospielen den dunklen Ritter gesprochen.
Obwohl Ralph Fiennes in der Harry-Potter-Filmreihe die Figur Lord Voldemort spielt, synchronisiert er in The LEGO Batman Movie Batmans Butler Alfred Pennyworth. Lord Voldemort wird in der englischsprachigen Synchronisation von Eddie Izzard gesprochen.
Udo Schenk hat hier eine Doppelrolle. Da er Ralph Fiennes in der Rolle Lord Voldemort bereits in der Harry-Potter-Filmreihe synchronisierte und Commissioner Gordon schon früher vertonte, spricht er hier beide Rollen.
Claudia Urbschat-Mingues hatte ebenfalls schon eine Sprechrolle in Batman Begins und The Dark Knight, nämlich als Ansage im Batmobil, dem „Tumbler“.
| Rolle                              | Englische Sprecher | Deutsche Sprecher        |
| ---------------------------------- | ------------------ | ------------------------ |
| Batman / Bruce Wayne               | Will Arnett        | David Nathan             |
| Alfred Pennyworth                  | Ralph Fiennes      | Jürgen Thormann          |
| Richard „Dick“ Grayson / Robin     | Michael Cera       | Luke Mockridge           |
| Batcomputer „Puter“                | Siri               | Heike Hagen              |
| Barbara Gordon / Batgirl           | Rosario Dawson     | Claudia Urbschat-Mingues |
| Joker                              | Zach Galifianakis  | Erik „Gronkh“ Range      |
| Dr. Harleen Quinzel / Harley Quinn | Jenny Slate        | Anne Helm                |
| Bürgermeisterin McCaskill          | Mariah Carey       | Carin C. Tietze          |
| Commissioner James „Jim“ Gordon    | Hector Elizondo    | Udo Schenk               |
| Lord Voldemort                     | Eddie Izzard       | Udo Schenk               |
| Two-Face / Harvey Dent             | Billy Dee Williams | Tom Vogt                 |
| Bane                               | Doug Benson        | Tobias Kluckert          |
| Scarecrow                          | Jason Mantzoukas   | Norman Matt              |
| Riddler                            | Conan O’Brien      | Tobias Lelle             |
| Poison Ivy                         | Riki Lindhome      | Gabrielle Pietermann     |
| King Kong                          | Seth Green         | Thomas Albus             |
| Sauron                             | Jemaine Clement    | Michael Brennicke        |
| Agent Smith                        |                    | Hans-Jürgen Wolf         |
| Catwoman                           | Zoë Kravitz        | Marie Bierstedt          |
| Flash / Barry Allen                | Adam DeVine        | Patrick Baehr            |
| Superman / Clark Kent / Kal-El     | Channing Tatum     | Alexander Doering        |
| Jor-El                             |                    | Martin Umbach            |
| Green Lantern / Hal Jordan         | Jonah Hill         | Dennis Schmidt-Foß       |
| Phyllis                            | Ellie Kemper       | Farina Brock             |
| Wonder Woman                       |                    | Janina Dietz             |